# Paulino Matip Nhial
Paulino Matip Nhial (auch: Matiep Nhial; gest. 22. August 2012) war ein führender Militär und Politiker im Südsudan.

## Leben

### Herkunft
Paulino gehörte ethnisch zur Sippe der Bul aus dem Volk der Nuer. Er schloss sich während des Ersten Sudanesischen Bürgerkriegs (Sezessionskrieg im Südsudan, 1955–1972) den Separatisten der Miliz Anya-Nya an, aber, nach dem Friedensabkommen von 1972 trat er nicht in die Streitkräfte des Sudan ein. 1975 ging er erneut zu den Rebellen in Bilpam über und zog nach Äthiopien. Der Zweiter Sudanesischer Bürgerkrieg begann 1983 und dauerte bis 2005 an. Paulino wurde Mitglied der Anyanya II und kehrte 1985 in den Unity State (Western Upper Nile) zurück, bewaffnet und unterstützt von der Regierung. Er stellte sich in Opposition gegen die Sudan People’s Liberation Army (SPLA), welche 1983 Ananya II angriff. Er kämpfte gemeinsam mit dem damaligen Brigadier Omar al-Bashir, der bald darauf einen Staatsstreich anführte und Präsident des Sudan wurde. Anfang 1989 eroberte Paulino Mayom im Unity State von der SPLA. 1991 schloss er sich jedoch der Fraktion von Riek Machar an.
Paulino kontrollierte das Territorium der Bul Nuer um Mankien und Mayom im Unity State, ein Gebiet, das strategisch günstig zwischen Kordofan und der Region Bahr al-Ghazal gelegen ist. Er war damit in einer günstigen Situation als Händler und begründete ein autonomes Handelsimperium, indem er mit Sorghum und  gestohlenen Rindern der Dinka handelte, oder auch mit gekauften Rinder vom Markt in Ler. Nachdem sich die Nasir-Faction unter Riek Machar von der Hauptgruppe der SPLA abspaltete, schloss sich Paulino nominell dieser Faction an, behielt in Wirklichkeit aber seine Unabhängigkeit. Sein Hauptquartier wurde zu einem wichtigen Handelszentrum zwischen den Arabern und den Western Nuer. Es wurden Güter vor allem gegen Rinder getauscht.

### Anführer der SSDF
Nach der Unterzeichnung des Khartoum Peace Agreement 1997 wurden Paulinos Einheiten technisch gesehen in die Gruppe der South Sudan Defense Forces (SSDF) eingebunden. Im September 1997 bemühte er sich erfolglos um den Posten als Gouverneur des Unity State. Die Regierung erkannte seine Miliz, die South Sudan Unity Movement/Army (SSUM/A), im März 1998 an. Sie lieferte Waffen und Munition und ernannte Paulino zum Major General in den Sudan Armed Forces. Riek opponierte jedoch gegen diese Besetzung als Gouverneur und es entwickelte sich ein Konflikt zwischen den beiden. Im Juli 1998 eroberten Paulinos Trupps Ler, Rieks ehemalige Basis, und plünderten den Ort. Obwohl die SSUM sich in der Folge durch die Kämpfe zersplitterte, war sie dennoch die mächtigste Miliz der Menschen aus dem Südteil des Sudan, die im Krieg gegen die SPLA antrat.
Zwischen 1998 und 2003 kämpfte Paulino auf der Seite der Regierung und vertrieb mit Gewalt Zivilisten aus den Konzessionsgebieten von Block 5A und unterstützte auch Vertreibungen in anderen Ölbohrgebieten. 1998 bis 1999 kämpften Paulinos Kämpfer und Regierungstruppen gegen Riek Machars SSDF und rangen um Kontrolle der Ölfelder im Unity State. Paulinos Kämpfer zwangen Tito Biel, einen hochrangigen SSDF-Kommandanten Anfang 1999 Leer zu evakuieren. Tito Biel erklärte bald darauf, dass er zur SPLA übergelaufen sei. Riek selbst zog sich 2000 aus Regierung und SSDF zurück und begründete seine eigene Miliz „Sudan People’s Democratic Forces“. 2002 willigte er ein, seine Truppen mit der SPLA zusammenzuführen.
Im April 2004 war Paulino Chief of Staff der SSDF und hatte weitreichende Macht über die Einwohner der Gebiete von Bentiu, Mayoum und Mankin im Unity State. Trotz seines Titels hatte er nur wenig Kontrolle über die Nuer außerhalb der Bul Nuer-Gebiete und auch in seinem angestammten Gebiet hatte er nicht die volle Kontrolle. Obwohl die SSDF in Opposition gegen die SPLA war und Unterstützung von der sudanesischen Regierung erhielt, war sie doch argwöhnisch gegenüber dem Norden und befürwortete einige Schritte der Unabhängigkeitsbewegung. Im Frühjahr 2004 überfielen die SSDF-Milizen das Shilluk Kingdom, verbrannte dort Dörfer und vertrieben auf Befehl der Regierung Tausende Menschen. Die Führer der SSDF, inklusive Paulino, Gordon Kuang und Benson Kuany machten ihr Unwillen gegenüber diesem Befehl deutlich.

### Karriere nach dem Bürgerkrieg
Nach dem Ende des Krieges im Januar 2005 war der Status der SSDF zunächst unklar. Am 30. Juni 2005 traf sich Paulino Matip mit John Garang in Nairobi um die Zusammensetzung der neuen Armee und die Stellung der SSDF-Kämpfer in dieser Armee zu verhandeln. 2006 unterzeichnete Paulino die Juba Declaration und ließ sich in die SPLA aufnehmen. Er wurde zum Deputy Commander in Chief (Stellvertretender Stabschef) der SPLA ernannt. Mehr als 50.000 von Paulinos Männern wurden in die SPLA und in andere organisierte Heereseinheiten integriert, er behielt jedoch einige ehemalige SSDF-Soldaten als persönliche Leibwache. Spannungen blieben jedoch auf hohem Niveau. Im Oktober 2006 verkündete Paulino über Radio Anschuldigungen, dass seine Truppen in den Ernennungen der SPLA bergangen würden.
Im Mai 2007 musste Paulino Gerüchte entkräften, er sei gestorben, nachdem er medizinische Behandlung in Südafrika in Anspruch genommen hatte. Im August 2008 besuchte er die Vereinigten Saaten zur medizinischen Behandlung. Im Mai 2009 wurde Paulino in den Rang eines 1st Lieutenant General befördert, während Major General James Hoth Mai zum Lieutenant General befördert wurde und als Stabschef der SPLA’s ernannt wurde. Im Oktober 2009 gab es Berichte, dass ca. 300 von Matips Leibwächtern von den United Nations nach Juba ausgeflogen worden seien. Eine Woche vorher hatte es einen Zusammenstoß zwischen den Soldaten, die Matips Residenz in Bentiu bewachten, und einer anderen SPLA-Einheit gegeben habe. Berichten zufolge wurden 10 Soldaten getötet. Ein anderer Bericht gab Opferzahlen von 15 Soldaten und drei Zivilisten an, sowie 31 Verletzte.
Laut Riek Machar, dem damaligen Deputy President im Südsudan, wurde Paulino Matips Haus von schwer bewaffneten Soldaten mit Unterstützung durch Panzer angegriffen. In einem öffentlichen Brief beschuldigte Matip die SPLA, ihren Commander-in-Chief, Salva Kiir Mayardit, sowie den Gouverneur Taban Deng Gai an der Planung der Attacke beteiligt gewesen zu sein.
Im März 2011 verkündete ein Berater des Präsidenten, eine Verschwörung zur Ermordung von Vizepräsident Riek Machar, Paulino Matip, Thomas Cirilo, Ismail Kony, Augustine Jadala und Isaac Obuto Mamur sei aufgedeckt worden. Diese Nachricht kam im Verlauf von wachsenden Spannungen, als sich die Unabhängigkeit anbahnte.  Vermutlich hatte die Regierung in Khartoum versucht Spannungen zwischen den früheren Rivalen im Süden anzuheizen.